# Luciano Dompig
Luciano Dompig (* 2. März 1987 in Amsterdam) ist ein ehemaliger niederländischer Fußballspieler.

## Karriere
Luciano Dompig erlernte das Fußballspielen in den Jugendmannschaften von Fortius Amsterdam und Ajax Amsterdam. Von 2005 bis 2008 stand er beim FC Volendam unter Vertrag. Der Verein aus Volendam spielte in der zweiten niederländischen Liga, der Eerste Divisie. 2008 wurde er mit Volendam Meister der zweiten Liga und stieg in die erste Liga auf. Nach dem Aufstieg verließ er den Verein und schloss sich dem Zweitligisten SC Veendam aus Veendam an. Für Veendam absolvierte er 41 Zweitligaspiele. Die Saison 2010/11 spielte er beim ebenfalls in der zweiten Liga spielenden Almere City. 2011 ging er nach Belgien. Hier unterschrieb er einen Vertrag bei Cercle Brügge. Der Verein aus Brügge spielte in der ersten Liga, der Jupiler Pro League. Für Cercle absolvierte er fünf Erstligaspiele. Mitte 2012 zog es ihn nach Malta. Hier spielte er bis Mitte 2015 für die Vereine Akritas Chlorakas und Aris Limassol. TOT SC, ein Erstligist aus der thailändischen Hauptstadt Bangkok nahm ihn die Rückserie 2015 unter Vertrag. Für TOT absolvierte er acht Spiele in der Thai Premier League. 2016 kehrte er in seine Heimat zurück. Hier spielte er bis zu seinem Karriereende Mitte 2020 für den FC Lisse, ZVV Zaanlandia und Hellas Sport Zaandam.

## Erfolge
FC Volendam
- Eerste Divisie: 2008  ▲